# آنتی هیوارینن
آنتی هیوارینن (انگلیسی: Antti Hyvärinen؛ ۲۱ ژوئن ۱۹۳۲ – ۱۳ ژانویه ۲۰۰۰) اسکی‌باز اسکی پرش اهل فنلاند بود.
وی در مسابقات کشوری و بین‌المللی در مجموع برندهٔ ۱ مدال طلا شده‌است.